# V 페스티벌
V 페스티벌(V Festival)은 8월 마지막 두번째 주에 개최되는 잉글랜드의 연간 음악 축제이다. 축제는 같은 라인업으로 주말 이틀 동안 두 곳에서 동시에 진행된다. 쉽게 말해, 토요일에 하일랜즈 파크에서 공연한 가수들은 일요일에는 웨스턴 파크에서 공연하는 식이다. 처음에는 록 페스티벌로 시작했으나 점점 더 장르를 넓혀 최근에는 팝 가수들도 많이 참여 한다.
페스티벌 앞의 "V"는 축제를 개최·후원하는 버진 그룹의 맨 앞 글자에서 따 왔다.